# Banco del Estado de São Paulo
El Banco del Estado de São Paulo cuyas siglas y nombre comercial fue BANESPA, fue un banco brasileño. Se originó a raíz del Banco de Crédito Hipotecario y Agrícola del Estado de São Paulo en 1909 y en el 2000 fue subastado siendo adquirido por el Grupo Santander Central Hispano. Su sede principal estuvo en la ciudad de São Paulo, precisamente en el Edificio Altino Arantes que caracterizó el panorama paulistano desde su construcción.

## Historia
El banco fue fundado como el Banco de Crédito Hipotecario y Agrícola del Estado de São Paulo el 14 de julio de 1909 a raíz de la necesidad de financiar la industria del café en el estado a inicios del siglo XX. Este banco fue concebido como un banco hipotecario que operaría hipotecas de inmuebles rurales y urbanos y concedería adelantos sobre la cosecha obtenida.  De capitales franceses, fue nacionalizado en 1919 durante el gobierno del gobernador Altino Arantes a través de la compra que el estado realizó con la ayuda del "Instituto do Café". En 1926, la institución cambió de nombre y adoptó el de "Banco del Estado de São Paulo". En 1932 admitió a Maria Eugênia Guimarães como su funcionaria quien sería así la primera mujer banquera brasileña.
En 1937 se inició la expansión del banco al abrir su primera agencia en otro estado. Fue la agencia de Campo Grande en el entonces estado de Mato Grosso y que actualmente es capital de Mato Grosso del Sur. En 1939 se inició la construcción del Edificio Altino Arantes que sería la sede principal del banco. Después de casi ocho años, el 27 de junio de 1947 se inauguró el edificio que, con sus 161,22 metros de altura, fue el más alto de São Paulo. Este récord se mantuvo durante casi veinte años. 
En los años 1980, el banco empezó a endeudarse al ser el principal motor económico de los gobernadores quienes obligaban al banco a comprar títulos de deuda emitidos por el estado. La deuda llegó a los 20 billones de reales. El Banco Central se vio obligado a intervenir en 1994 colocando al banco en un régimen de administración especial temporal. Su rescate costó 45.5 billones de reales de las arcas públicas que era más de la mitad del presupuesto total para el socorro financiero.
El año 2000, el banco Santander de España pagó 7,050 billones de reales para adquirir cerca del 60% de las acciones con derecho a voto del banco con lo que éste terminó formando parte del grupo Santander al que pertenece en la actualidad.